# 斯蒂芬妮·弗拉帕尔
斯蒂芬妮·弗拉帕尔（法語：Stéphanie Frappart，1983年12月14日—），法国足球裁判，2009年列入FIFA国际裁判名录，曾在多场重大足球赛事中执法。弗拉帕尔于2019年执法歐洲超級盃和法甲，成为这两项赛事的首位女裁判。2020年，弗拉帕尔成为第一位执法欧洲冠军联赛的女性。2021年，弗拉帕尔成为第一位在世界杯外围赛执法的女裁判。2022年，弗拉帕尔创下女裁判在世界杯执法的历史。

## 职业生涯
弗拉帕尔生于塞纳河畔埃尔布莱，13岁开始执法青年队比赛。到了18岁，她已经负责国家级U19比赛的裁判。2011年，弗拉帕尔加入法国丙级足球联赛法國全國聯賽的裁判阵容。2014年，弗拉帕尔成为法乙联赛的第一位女裁判。在2015年國際足協女子世界盃中，弗拉帕尔登场执法。
2018年12月3日，弗拉帕尔获任命为法国女足世界杯裁判。16强赛结束后，弗拉帕尔与另外10名裁判负责余下赛事的执法。2019年7月7日，美国与荷兰进行女足世界杯决赛，弗拉帕尔担任主裁判。
2019年4月，弗拉帕尔成为法甲的首位女裁判，4月29日在艾米恩斯體育會和斯特拉斯堡競賽會的比赛中首次执法。2019年8月2日，弗拉帕尔在歐洲超級盃（利物浦对切尔西）中执法，成为第一位在欧洲主要的男子足球比赛中执法的女裁判。2019年11月11日，弗拉帕尔在首届全爱尔兰冠军杯的第二回合比赛中执法，这场比赛在愛爾蘭超級足球聯賽和北愛爾蘭超級足球聯賽的冠军之间举行。最终爱尔兰冠军敦達克6比0击败北爱尔兰冠军连菲特，弗拉帕尔出示两张黄牌。
2020年12月2日，弗拉帕尔在尤文图斯和基輔迪納摩的欧冠联赛中执法，她是这项赛事的第一位女裁判。2021年3月，弗拉帕尔在马德里竞技和車路士的女子欧冠联赛第二回合比赛中执法。同月晚些时候，弗拉帕尔在荷蘭和拉脫維亞的世界盃外圍賽中执法，成为资格赛的首位女裁判。
2022年5月7日，弗拉帕尔执法尼斯和南特的法国杯决赛。
2022年5月19日，弗拉帕而入选2022年國際足協世界盃裁判名单。2022年12月1日，她在哥斯达黎加和德国的世界杯比赛中执法，成为首位执法世界杯的女裁判。

## 奖项
- 國際足球歷史和統計聯合會世界最佳女裁判：2019年[26]、2020年[27]、2021年[28]